# Izida Cup
L'Izida Cup è un torneo professionistico di tennis giocato su campi in terra rossa. Fa parte dell'ITF Women's Circuit. Si gioca annualmente a Dobrič in Bulgaria.

## Albo d'oro

### Singolare
| Anno | Campionessa              | Finalista                 | Punteggio           |
| ---- | ------------------------ | ------------------------- | ------------------- |
| 2008 | Aleksandăr Cvetkov       | Bogdan-Victor Leonte      | 6-4, 6(3)–7, 7–6(6) |
| 2009 | Oscar Sabate-Bretos      | Carlos Calderon-Rodriguez | 6-4, 6-1            |
| 2010 | Philipp Oswald           | Petru-Alexandru Luncanu   | 6-3, 6-1            |
| 2011 | Elica Kostova            | Elena Bogdan              | 7–6(8–6), 6–2       |
| 2012 | Anne Schäfer             | Angelique van der Meet    | 6–2, 6–2            |
| 2013 | Patricia Mayr-Achleitner | Cristina Dinu             | 6–1, 6–2            |

### Doppio
| Anno | Campionesse                                       | Finaliste                            | Punteggio           |
| ---- | ------------------------------------------------- | ------------------------------------ | ------------------- |
| 2008 | Tihomir Grozdanov Simeon Ivanov                   | Valentin Dimov Todor Enev            | 2-6, 7-5, [10-6]    |
| 2009 | Carlos Calderon-Rodriguez Gerard Granollers Pujol | Dimitar Kuzmanov Tzvetan Mihov       | 6(1)-7, 6-3, [10-3] |
| 2010 | Levente Godry Adam Kellner                        | Robert Coman Petru-Alexandru Luncanu | 6-4, 6-2            |
| 2011 | Diana Marcu Andreea Mitu                          | Laura-Ioana Andrei Cristina Dinu     | 4–6, 6–3, [10–6]    |
| 2012 | Katarzyna Piter Barbara Sobaszkiewicz             | Lisa Sabino Anne Schäfer             | 6–2, 7–5            |
| 2013 | Xenia Knoll Teodora Mirčić                        | Isabella Šinikova Dalia Zafirova     | 7–5, 7–6(5)         |